# Pierino, médecin de la Sécurité sociale
Pour plus de détails, voir Fiche technique et Distribution.
Pierino, médecin de la Sécurité sociale (Pierino medico della S.A.U.B.) est une comédie érotique italienne réalisée par Giuliano Carnimeo et sortie en 1981.
C'est la suite du Cancre du bahut dans la série des Pierino.

## Synopsis
Alvaro Gasperoni est un simplet romain. Son parcours scolaire atypique est jalonné par un diplôme d'école primaire à Rome, un diplôme de collège à Frosinone, un diplôme de lycée à Catanzaro et un diplôme de maturité à Canicattì, il a obtenu, avec une relative difficulté, un diplôme de médecine tant désiré à Addis-Abeba (Éthiopie), car plus les écoles étaient au sud, moins elles étaient exigeantes pour l'obtention des diplômes. Grâce à la puissante recommandation de son père de la loge maçonnique Propaganda Due, il est embauché comme médecin dans un hôpital romain, entouré de collègues débordés mais tout aussi incompétents que lui.
Le chef de clinique ayant déclaré que « la valeur d'un médecin se mesure au nombre de ses patients », Alvaro fait admettre tous ses proches à l'hôpital afin d'obtenir le fauteuil de sous-chef. Mais son stratagème est démasqué par le contrôleur qui s'était déguisé en simple patient pour reconnaître les fraudes.

## Fiche technique
- Titre français : Pierino, médecin de la Sécurité sociale ou Le Con à la Sécu[1]
- Titre original italien : Pierino medico della S.A.U.B.[2]
- Réalisation : Giuliano Carnimeo
- Scénario : Ugo Tucci, Gino Capone, Giorgio Mariuzzo
- Photographie : Federico Zanni
- Montage : Pierluigi Leonardi
- Musique : Piero Piccioni
- Décors : Giacomo Calò Carducci
- Production : Ugo Tucci, Camillo Teti
- Sociétés de production : UTI Produzioni Associate, 2T Produzioni Film
- Pays de production :  Italie
- Langue originale : italien
- Format : Couleur - Son mono
- Genre : Comédie érotique italienne
- Durée : 85 minutes (1 h 25)
- Dates de sortie : 
  - Italie : 22 décembre 1981

## Distribution
- Alvaro Vitali : Alvaro Gasperoni/Pippetto
- Gianni Ciardo : Nicola
- Mario Carotenuto : Mario Gasperoni
- Ester Carloni : La grand-mère
- Fernando Cerulli : Inspecteur sanitaire
- Pino Ferrara : Docteur Ardito
- Salvatore Iacono : Docteur Graziani
- Enzo Garinei : Examinateur
- Anna Campori : Sœur Celestina
- Mario Feliciani : Dr. Tambroni
- Serena Bennato : Domenica, l'épouse nymphomane
- Ennio Antonelli (acteur) : Oncle Nando
- Angelo Pellegrino : Docteur Ragusa
- Sabrina Siani : Infirmière
- Giusy Valeri : Cousin Pugliese
- Dino Cassio : Infirmière
- Luciano Bonanni : Renato Cecioni "Capoccione
- Francesco De Rosa (it) : Le mari de Domenica
- Adelaide Aste : Patient ponctionné
- Franca Scagnetti : Patient taché d'encre
- Salvatore Baccaro : Patient
- Maria Tedeschi : Patient qui souhaite subir une chirurgie plastique
- Lina Franchi : Patient avec trou d'eau
- Franco Caracciolo : Patient efféminé
- Nicoletta Piersanti : Un patient

## Production
Dans ce film (comme dans Lady Football (it)), Alvaro Vitali joue deux rôles : celui du protagoniste Alvaro Gasperoni, et celui de Pippetto.
Certaines scènes du film ont été tournées à l'hôpital Sant'Eugenio (it) de Rome.

## Bande originale
Le thème principal de la bande originale du film est Marcia di Esculapio, de Piero Piccioni, composé pour le film Le Gynéco de la mutuelle. On peut également reconnaître, entre autres, la bande originale du film Une journée bien remplie de Jean-Louis Trintignant, composée par Bruno Nicolai.